# Nogometni klub Opatija
Il Nogometni klub Opatija, conosciuto semplicemente come Opatija, è una squadra di calcio di Abbazia (in croato Opatija), nella regione litoraneo-montana in Croazia.

## Storia
Il club viene fondato nel 1911 nell'allora Impero austro-ungarico dal dipartimento del Sokol (da cui prende il nome) di Abbazia; la prima partita viene disputata a Sussak il 14 maggio contro il Sokol locale. Nell'anno seguente la comunità tedesca della cittadina fonda il Vorwärts, il Sokol (espressione della comunità slava) cambia nome in Opatija, inevitabile che nasca una forte rivalità fra le due squadre.
Fino allo scoppio della prima guerra mondiale disputano amichevoli contro il Viktorija di Sussak, il Doria e l'Hajduk di Spalato, Slavia, HŠK Frankopan ed Olympia di Fiume e l'Iliria Lubiana; tutte squadre non più attive oggi, eccetto Opatija e Hajduk Spalato.
Le due squadre si incontrano per la prima volta a Spalato il 7 dicembre 1913, ma la partita viene interrotta per pioggia sullo 0–0. La gara viene proseguita il giorno seguente e terminata 3–0 per i padroni di casa.
L'Opatija aspetta fino al 2001 per la rivincita, quando l'Hajduk è ospite dei bianconeri per la celebrazione del loro 90º anniversario. Davanti alle affollate tribune gli spalatini vincono per 6–0.
Dopo la fine della prima guerra mondiale, Abbazia viene occupata dal Regno d'Italia. Con l'avvento del fascismo, le autorità bandiscono la lingua croata. Per qualche tempo i calciatori si esibiscono sotto il nome "Olymp", ma anche questo nome viene presto bandito. I fascisti vogliono fondare con la forza il "Club Calcio Abbazia", ma i calciatori preferiscono trasferirsi nel "Concordia" di Fiume. Il compromesso vede la nascita nel 1929 del "Club sportivo Virtus". Nel 1933 gli sport vengono riorganizzati in tutta Italia e gli sport di massa possono essere organizzati solo dalla OND (Opera nazionale del dopolavoro); viene fondata la "Sezione Calcio OND Abbazia", che opera fino al 1941.
Nel 1945, dopo la seconda guerra mondiale viene ricostruita la squadra di calcio col nome "Opatija"; la prima partita viene disputata il 1º gennaio 1946 contro l'allora forte "Lignum" di Fiume (vittoria 1–0 fuori casa). La mancanza di uno stadio rende impossibili le esibizioni ufficiali fino al 31 ottobre 1948, quando viene inserito nel campionato regionale di Fiume, categoria in cui militerà fino alla dissoluzione della Jugoslavia.
In occasione del giubileo del 95º anniversario, si torna ad invitare l'Hajduk Spalato (sconfitta 0–4). In occasione del 100º viene invitata una partecipante alla Champions League: la Dinamo Zagabria (sconfitta 1–3). Il calcio d'inizio viene eseguito dalla "vecchia gloria" Mario Bassa ed il gol della bandiera viene segnato da Niko Vlatković.
Nel 2013-14 vince la Treća HNL Ovest, ma non ottiene la licenza per la Druga HNL ed allora decide di iscriversi nella quarta divisione, la MŽNL NS Rijeka.
Nella coppa di Croazia 2014-15 fa soffrire la Dinamo Zagabria negli ottavi di finale, la sconfitta 2–4 viene nei tempi supplementari, dopo che un dubbio rigore viene assegnato nei minuti di recupero ai capitolini che permette loro di pareggiare nel tempo regolamentare.
Vince nuovamente la Treća HNL Ovest nel 2019-20, stavolta ottiene la licenza e, dopo lo spareggio vinto contro il Mladost Petrinja (0–0 e 3–1), sale fra i professionisti della Druga HNL.

## Strutture

### Stadio
Lo stadio di Abbazia è lo Igralište Opatije, un impianto da 2000 posti, le cui dimensioni del campo sono solo 100x64 metri, insufficienti per la Druga HNL. C'è stata una proposta per un nuovo stadio, ma col campo di soli 90x60 metri, poteva essere utilizzato solo per i campionati regionali (quinta divisione). C'è un nuovo stadio in progetto e la costruzione dovrebbe iniziare nel 2021.
Il NK Opatija, in attesa del nuovo stadio, disputa le partite interne allo Stadio Cantrida di Fiume.

## Palmarès

### Competizioni nazionali
- Druga nogometna liga: 1

2023-2024
- Treća HNL: 3

2001-2002 (Ovest), 2013-14 (Ovest), 2019-2020 (Ovest)